# Stephen Crane

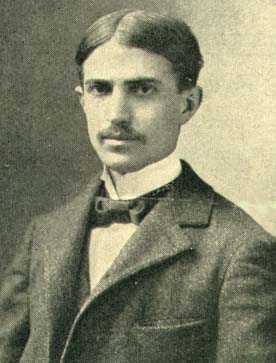
Stephen Crane

Stephen Crane (Newark, New Jersey, 1 november 1871 – Badenweiler, 5 juni 1900) was een Amerikaans naturalistisch schrijver en journalist.

## Leven en werk
Crane werd als veertiende kind geboren in een Methodistenfamilie en begon al op heel jeugdige leeftijd te schrijven. Hij studeerde onder andere aan de Universiteit van Syracuse te New York en werd daar later ook journalist. Als journalist berichtte hij veelvuldig over de schrijnende toestanden in de achterstandswijken, welke ervaringen hem aanzette tot het schrijven van zijn eerste roman Maggie: A Girl of the Streets (1893, Nederlands: Maggie, een meisje van de straat), waarin hij het leven van een prostituee op naturalistische wijze behandelt. Vanwege het controversiële thema kreeg het boek echter een slechte ontvangst.
Vandaag de dag is Crane vooral nog bekend om zijn roman The Red Badge of Courage (1895, Nederlands: Het teken van moed), waarin hij op indringende wijze de ervaringen van een jonge soldaat tijdens de Amerikaanse Burgeroorlog beschrijft. Het betekende zijn grote doorbraak. De roman werd in 1951 verfilmd onder regie van John Huston en met Audie Murphy in de hoofdrol.
In 1898 verhuisde Crane naar Sussex in Engeland en kwam daar in contact met literaire grootheden als Joseph Conrad en Henry James. Op grond van zijn literaire roem werd hij oorlogsverslaggever, onder andere tijdens de Spaans-Amerikaanse Oorlog. Tijdens een zeereis leed hij schipbreuk en dreef enkele dagen rond op een open boot, waardoor zijn gezondheid verslechterde. Crane leed aan tuberculose en overleed op 28-jarige leeftijd tijdens een kuur in Badenweiler, in 1900.